# Колачково (гмина)
Колачково (пол. Kołaczkowo) — сельская гмина (волость) в Польше, входит как административная единица в Вжесьнёвский повет, Великопольское воеводство. Население — 6063 человека (на 2008 год).

## Сельские округа
1. Беганово
2. Божиково
3. Будзилово
4. Цесле-Мале
5. Цесле-Вельке
6. Галензевице
7. Гораздово
8. Грабово-Крулевске
9. Колачково
10. Кшива-Гура
11. Лагевки
12. Сокольники
13. Сплаве
14. Шамажево
15. Вшембуж
16. Зелинец
17. Жыдово

## Соседние гмины
1. Гмина Лёндек
2. Гмина Милослав
3. Гмина Пыздры
4. Гмина Стшалково
5. Гмина Вжесня
6. Гмина Жеркув